# Jean Charles de Watteville

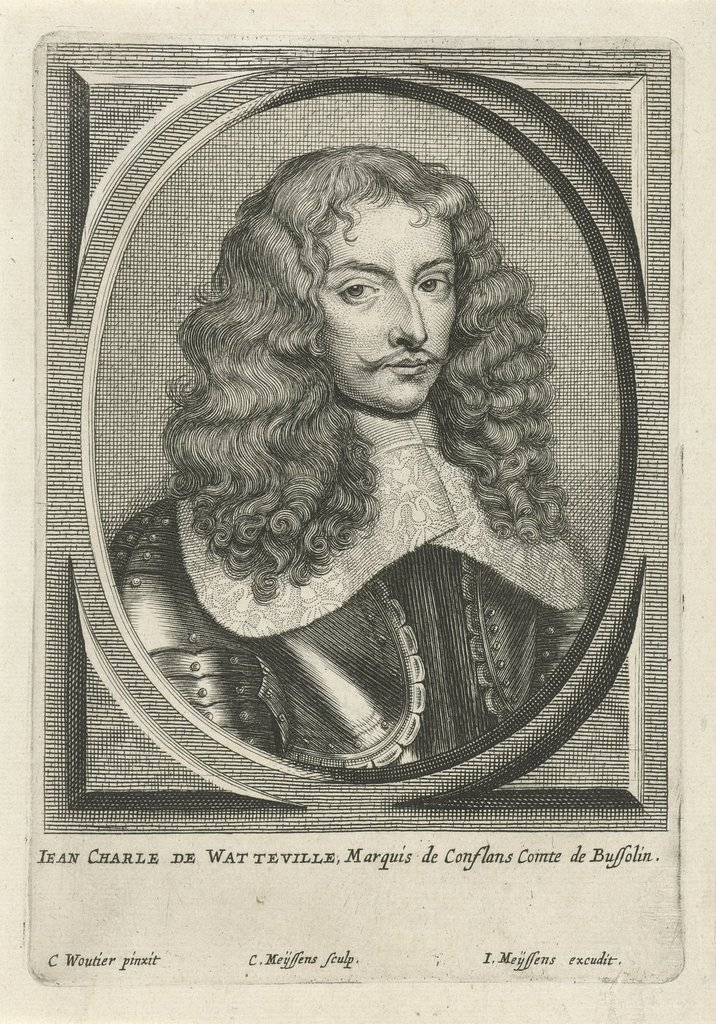
Jean Charles de Watteville

Wappen Watteville-Conflans

Jean Charles de Watteville, 2. Marquis de Conflans, Comte de Bussolin (* 1628 Château-Vilain in Nozeroy; † 14. April 1699 in Pamplona) war Militär in spanischen Diensten, 1660 außerordentlicher Gesandter in England und später Gouverneur des Philipp IV. von Spanien in Luxemburg und Vizekönig von Navarra.

## Herkunft
Jean Charles de Watteville stammte aus der Berner Patrizierfamilie von Wattenwyl. Er führte als zweite Person den Titel des Marqués de Confláns. Einer seiner Enkel war vermutlich Hubert de Brienne, Comte de Conflans.
Jean Charles war der Neffe II. Grades des Charles de Watteville (Barón de Batteville), einem Berater des Prinzen Philipp von Spanien und erfahrenen Militär, mit dem er in der Eigenschaft als Gesandter in London gelegentlich, selbst von Historikern, verwechselt wurde.

## Militärlaufbahn
Er begann seine Karriere bei den Kürassieren des Baron de Clinchamps, von dem er 1649 zum Rittmeister ernannt wurde, als er eines der ersten Tercios der Kavallerie in den spanischen Niederlanden aufstellte.
Am 25. Juni 1653 wurde er zum Feldmeister (Mestre de camp) des Tercio-Kommandanten, Fürst von Hessen-Homburg, ernannt, und zwar im künftigen Kavallerieregiment „Farnese“, das noch heute als einer der ältesten Traditionsverbände Europas in der spanischen Armee besteht. Er befehligte dieses Regiment 1656 beim Sieg über die Franzosen unter La Ferté und Turenne in der Schlacht bei Valenciennes.
In der Niederlage bei der Schlacht in den Dünen 1658 kämpfte Watteville im spanischen Flandernkorps an der Seite der englischen Royalisten und eines kleinen Korps französischer Frondeure. Als er den künftigen König Karl II. (England) vor der Gefangennahme durch Rotröcke aus Cromwells New Model Army schützte, wurde Watteville selbst zum Gefangenen der Anglo-Franzosen. Er konnte sich jedoch auf eigene Kosten freikaufen und führte den Befehl über sein Tercio weiter bis zum Abschluss der Feindseligkeiten 1659.

## Diplomat in England
Im Juli 1660 wurde er als außerordentlicher Botschafter nach London geschickt, um dem König Karl II. von England – seinem ehemaligen Waffengenossen – zu dessen Thronbesteigung nach der durch den Tod Cromwells bedingten Wiederherstellung der englischen Monarchie zu gratulieren. Dies geschah, kurz nachdem Karl II. mit seiner Thronbesteigung am 29. Mai 1660 die Epoche der Englischen Republik beendet hatte.

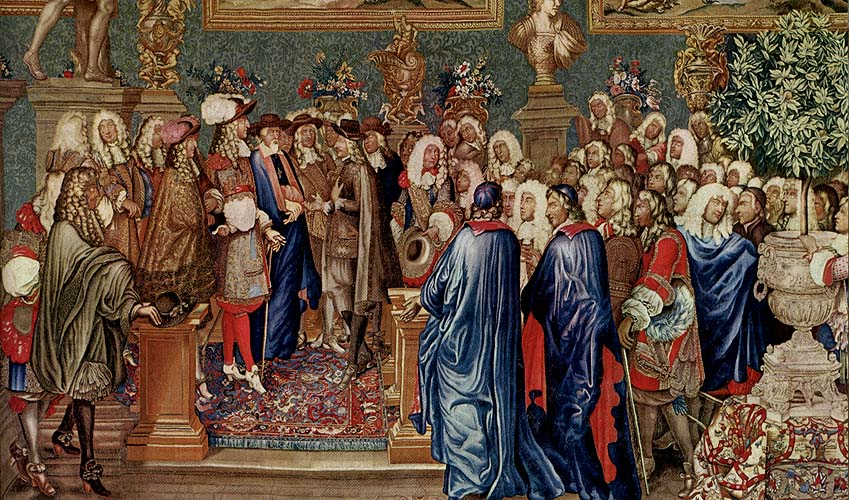
Entschuldigungsaudienz der spanischen Gesandten in Paris 24. März 1662

In London erwartete Jean-Charles dann noch die Ankunft seines am 7. September 1660 nach London geschickten Onkels II. Grades, Charles de Watteville, der vom spanischen König zum ständigen Botschafter (Ambassador to the Court of St James’s) am englischen Hofe ernannt worden war. Jean Charles selbst kehrte nach der Übergabe seines Amts, wohl noch vor 1661, nach Ostende in Flandern zurück, und war an den Ereignissen im Londoner Kutschenstreit vermutlich nicht mehr beteiligt.

## Weiterer Aufstieg
Jean Charles, auch bekannt als Le Marquis de Batteville, brachte es vom Kavalleriegeneral in Flandern zu durchaus höheren Ämtern, wie letztlich zum Vizekönig von Navarra.
Am 15. Dezember 1667 wurde er zum General-Sergeant befördert und übergab daher das Kommando über sein Tercio an den Grafen von Trauttmansdorf. Kurz darauf erhielt er einen Sitz im Brüsseler Kriegsrat und übernahm die Kompanie, die Francisco de Rye, Marquis von Varembon, in den Bandes d'Ordonnance innegehabt hatte, einer elitären schweren Kavallerie, die nur von den wichtigsten Adelsfamilien der Niederlande und des Burgunds kommandiert wurde.
Im Verlauf des folgenden Krieges gegen Frankreich (1672 bis 1678) war er Interims-Generalgouverneur der Provinz Namur (1674–75) und spanischer Gouverneur von Luxemburg (1676) und wurde von Karl II. zum Ritter des Ordens vom Goldenen Vlies ernannt (26. September 1675). Anfang des folgenden Jahres plante und führte er einen gewagten Coup auf feindlichem Gebiet durch, bei dem er den Ort Châtelet (4. Januar 1676) eroberte und plünderte, bevor er nach seiner Ausgangsbasis Cambrai zurückkehrte.

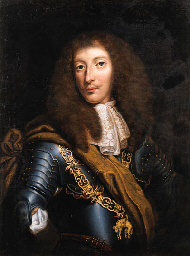
Jean Charles de Watteville 1685. Gemälde von Hyacinthe Rigaud

Am 3. Januar 1678 wurde er mit der Verteidigung von Ypern betraut, das von den Franzosen belagert wurde, bis er zur Kapitulation gezwungen wurde, nachdem er bei einem Nachtangriff (25. März 1678) die Contrescarpe der Zitadelle verloren hatte. Die Franzosen verwendeten massenhaft Brandgeschosse. Seine Verteidigung, die zwei Jahrhunderte später von Cánovas del Castillo als "sehr ehrenwert" bezeichnet wurde, war der Epilog der spanischen Herrschaft über diese Stadt, die aufgrund des Friedens von Nijmegen 1678 endgültig an Frankreich abgetreten wurde.
Im Oktober 1681 wurde er bereits als Gouverneur des Königreichs Galicien berufen, in welchem Amt er zwischen 1682 und 1684 diente. Im März dieses Jahres wurde er nach Navarra berufen, um im Rang eines Generalfeldmeisters (maestre de campo general) das Armeekorps zu befehligen, das nach Katalonien übergehen sollte, was er am 7. August dieses Jahres beaufsichtigte, wonach er vorübergehend die Regierung Navarras nach dem Tod des Vizekönigs Íñigo de Velandia Arce y Arellano ausübte. Später wurde er zum Kriegsrat am Hof, dann zum Generalfeldmeister Kataloniens und seit 1689 zum Kriegsgouverneur des Fürstentums, wobei er in dieser Eigenschaft die Armee befehligte, die Camprodon zurückeroberte (21. August). Er war auch an der Schlacht am Ter (1694) und an der erfolglosen Belagerung von Palamós (1695) beteiligt. Im März 1697 wurde ihm die Herrschaft über das Vizekönigreich Navarra als Virrey de Navarra gewährt, wobei seine Vizekönigswürde nur kurze Zeit währte, da er bald danach als Gouverneur von Pamplona ebendort verstarb. Der Bischof der Stadt, Toribio de Mier (1632–1698), der dem Hof seinen Tod mitteilte, folgte Watteville vorübergehend als Nachfolger als Interims-Vizekönig von Navarra.

## Familie
- Guerhard (Gérard) de Joux de Watteville, Marquis de Conflans (1575–1637), Oberkommandierender der spanischen Truppen 1635 in Burgund, dann Savoyer Diplomat; ⚭ Catherine de Boba
  - Philippe-François[11] de Watteville, Marquis de Conflans, Comte de Busselin etc. (* 1601; † 1635 in Bletterans an Pest); ⚭ Louise-Christine von Nassau-Dillenburg , Tochter des Grafen Johann II. von Nassau-Dillenburg und der Margarete Herzogin von Holstein-Sonderburg
    - Thomas-Eugen, Rittmeister († 1650 Schlacht bei Rethel)
    - Jean, Hauptmann der Infanterie († Italien)
    - Jean Charles de Watteville (* 1628; † 1699), Marquis de Conflans (Marquis de Batteville), Kavalleriegeneral in Flandern, spanischer Gouverneur von Luxemburg († 1699);  ⚭ 1655 Delia (auch Desle) de Bauffremont († 1682) , Tochter des Joachim, Marquis de Listenois
      - Charles-Emmanuel de Watteville (* 1656; † 1728 im Burgund), III. Marquis de Conflans (1698–1728); Gouverneur von Ath, Ritter vom Goldenen Vlies ab 12. Januar 1700, spanischer Generalleutnant bis 1701; ⚭ Isabelle de Merode (Tochter d. Ferdinand, 1633–1679, Graf von Merode und Montfort, und der Marie Célestine de Longueval, Comtesse de Longueval-Bucquoy, 1639–1680) 
        - Maximilien-Emmanuel, Comte de Watteville, Marquis de Conflans, Baron & Seigneur de Château-Vilain & Foncines, Seigneur de Dompierre, Nepore etc.; ⚭ 12 Mai. 1729 Marie-Louise-Rosalie Phelypeaux (* Juni 1714, Tochter des französ. Staatsmanns Jérôme, Comte de Pontchartrain & de Maurepas , und der Hélène-Rosalie-Angélique de L'Aubespine (1690–1770)[12], seiner zweiten Gattin), ohne Nachfahren
        - Charles-Emmanuel-François, Comte de Bussolin. Chevalier de Malte († 17...); (?) ⚭ 1696 Thérèse-Elisabeth de Merode
          - (?) Charlotte-Gabrielle de Watteville-de-Conflans († 1757 in Namur); ⚭ Henri Joachim de Rouveroy, Seigneur d'Audenarde (ca. 1702–1748)[13]
            - (?) Marie Amour Désirée de Rouveroy; ⚭ François Joseph Rasse de Gavre, Prince de Gavre (1731–1797)[13]

        - Anne-Marie-Dele, Witwe des Freiherrn vom Stein zu Nassau , Lieutenant-Général
        - Anne-Désirée ⚭ Charles-Daniel-Louis Baron de Rouvray [14], & Mutter der Princesse de Gavre[11][13]
        - Charlotte-Gabrielle, Äbtissin in Château-Chalon, † 1744[11]
        - Marie-Françoise, Äbtissin von Château-Chàlon, Reichsfürstin nach ihrer Schwester
        - Gabrielle, Coadjutrice in Château-Chalon
        - Marianne, Geistliche in Salins, † 1724

      - Juan-Carlos (1657–1679), Comte de Bussolin, spanischer Rittmeister, † 1670 in Flandern
      - Jean-Cristobal (* 1658; † 1725 in Paris), wurde vom König von Frankreich, der seit 1678 Herrscher der Franche-Comté (Burgund) war, zum Marquis de Watteville und Kommandeur des Ordens vom Heiligen Louis ernannt; zudem Gouverneur de l'Ordre des Chevaliers de St-Georges, im Burgund, französischer Lieutenant-Général des armées du Roi
      - Anne-Marie-Dele, Äbtissin de Çhâteau-Châlon, Reichsfürstin

    - Anne-Desirée; ⚭ Jacques de Saint-Mauris, comte de Bosjean
    - Marie de Watteville, Äbtissin
- Pierre de Watteville de Joux († 1631); ⚭ Giuditta di Brebbia, Gräfin von Corvier († 1682)[15]
  - Charles de Watteville (* 1605; † 1670 in Lissabon), spanischer Botschafter in London 1661
  - Jean-Charles de Watteville (* 1613; † 1703 Mailand), spanischer Botschafter in Schweizer Kantonen
  - Jean de Watteville (* 1618; † 1702 mit 85 Jahren), Abt von Beaume